# Люпіта Ніонго
Люпіта Ніонго (англ. Lupita Nyong'o, нар. 1 березня 1983) — кенійська акторка і кінорежисерка, феміністка, володарка премії «Оскар» за найкращу жіночу роль другого плану у фільмі «12 років рабства» (2013).

## Життєпис
Народилася в Мексиці, але виросла в Кенії, звідки родом її батьки.
Переїхала в США, де вивчала акторську майстерність в Єльському університеті, який закінчила зі ступенем бакалавра мистецтв. Паралельно з навчанням Ніонго виступала в театральних постановках, а також працювала в команді персоналу на зйомках кінофільмів.
Як акторка повнометражного кіно Ніонго дебютувала в 2013 році у фільмі «12 років рабства», де зіграла рабиню Петсі — основну персонажку. На черговій церемонії «Оскар» була удостоєна нагороди за найкращу жіночу роль другого плану у фільмі.
У квітні 2014 року журнал People помістив Ніонго на перше місце в щорічний список найкрасивіших жінок світу.

## Фільмографія

### Акторка
| Рік       |    | Українська назва                   | Оригінальна назва                     | Роль                                          |
| --------- | -- | ---------------------------------- | ------------------------------------- | --------------------------------------------- |
| 2024      | мф | Дикий робот                        | The Wild Robot                        | Роз                                           |
| 2024      | ф  | Тихе місце: День перший            | A Quiet Place: Day One                | Сем                                           |
| 2022      | ф  | Чорна пантера: Ваканда назавжди    | Black Panther: Wakanda Forever        | Накія                                         |
| 2022      | ф  | 355                                | 355                                   | Хадіджа                                       |
| 2019      | ф  | Зоряні війни: Скайвокер. Сходження | Star Wars: The Rise of Skywalker      | Маз Каната                                    |
| 2019      | ф  | Ми                                 | Us                                    | Аделаїда Вільсон                              |
| 2019      | ф  | Маленькі монстри                   | Little Monsters                       | міс Керолайн                                  |
| 2017—2018 | мс | Зоряні війни: Війська долі         | Star Wars: Forces of Destiny          | Маз Каната (голос, 32 епізоди)                |
| 2018      | тф |                                    | Star Wars Forces of Destiny: Volume 4 | Маз Каната (голос)                            |
| 2018      | тф |                                    | Star Wars Forces of Destiny: Volume 3 | Маз Каната (голос)                            |
| 2018      | ф  | Чорна Пантера                      | Black Panther                         | Накіа                                         |
| 2017      | ф  | Зоряні війни: Останні джедаї       | Star Wars: The Last Jedi              | Маз Каната                                    |
| 2017      | тф |                                    | Star Wars Forces of Destiny: Volume 2 | Маз Каната (голос)                            |
| 2017      | тф |                                    | Star Wars Forces of Destiny: Volume 1 | Маз Каната (голос)                            |
| 2017      | в  |                                    | Jay-Z: MaNyfaCedGod                   | жінка                                         |
| 2016      | ф  | Королева Катве                     | Queen of Katwe                        | Накку Гаррієт                                 |
| 2016      | вг |                                    | Lego Star Wars: The Force Awakens     | Маз Каната (голос)                            |
| 2016      | ф  | Книга джунглів                     | The Jungle Book                       | вовчиця Ракша (голос)                         |
| 2015      | ф  | Зоряні війни: Пробудження Сили     | Star Wars: The Force Awakens          | Маз Каната                                    |
| 2014      | с  | Природа говорить                   | Nature Is Speaking                    | Квітка (голос в англійській версії, 1 епізод) |
| 2014      | ф  | Повітряний маршал                  | Non-Stop                              | Ґвен Ллойд                                    |
| 2013      | ф  | 12 років рабства                   | 12 Years a Slave                      | Петсі                                         |
| 2009—2012 | с  | Шуґа                               | Shuga                                 | Аїра (5 епізодів)                             |
| 2011      | кф | Зоряні тури: пригоди продовжують   | Star Tours: The Adventures Continue   | Маз Каната                                    |
| 2008      | кф | Іст-Рівер                          | East River                            | Ф                                             |
| 2006      | кф | Рохо                               | Roho                                  | Лейла                                         |

### Режисерка, продюсерка та інше
| Рік  |     | Українська назва             | Оригінальна назва                                  | Роль                                                                    |
| ---- | --- | ---------------------------- | -------------------------------------------------- | ----------------------------------------------------------------------- |
| 2015 | с   | Нічне шоу з Джиммі Феллоном  | The Tonight Show Starring Jimmy Fallon (TV Series) | виконавиця пісні, 1 епізод                                              |
| 2009 | док | У моїх генах                 | In My Genes                                        | продюсерка, виконавча продюсерка, режисерка, редакторка, звукорежисерка |
| 2007 | ф   | Де Бог залишив свої черевики | Where God Left His Shoes                           | стажерка артвідділу                                                     |
| 2006 | ф   | Тезки                        | The Namesake                                       | редакторка-стажерка відділу постпродукції                               |
| 2005 | ф   | Відданий садівник            | The Constant Gardener                              | керівниця виробництва в Кенії                                           |